# Julio Nalundasan
Julio Nalundasan (Batac, 21 juli 1894 - aldaar, 20 september 1935) was een Filipijns advocaat en politicus. Nalundasan  werd op 17 september 1935 gekozen in het Filipijns Huis van Afgevaardigden. Enkele dagen na de door hem gewonnen verkiezingen werd hij in zijn huis doodgeschoten.  

## Biografie
Julio Nalundasan werd geboren op 21 juli 1894 in Batac in de provincie Ilocos Norte. Hij studeerde rechten in de Filipijnse hoofdstad Manilla. In 1922 behaalde hij zijn Bachelor of Laws-diploma aan de Philippine Law School. In datzelfde jaar slaagde Nalundasan tevens voor het toelatingsexamen voor de Filipijnse balie. Hij gaf les aan diverse scholen tussen 1916 en 1918. Later was hij werkzaam als jurisch adviseur en nog later Voorzitter van de Board of Special Inquiry van de Bureau of Customs, waar hij in 1930 ontslag nam. 
Eind 1930 deed Nalundasan mee aan de verkiezingen voor het Filipijns Huis van Afgevaardigden. Hij slaagde er dat jaar echter niet in een zetel in het Huis te winnen. In 1934 deed hij een nieuwe poging en werd hij wel gekozen tot afgevaardigde van het 2e kiesdistrict van Ilocos Norte ten koste van zijn politieke rivaal Mariano Marcos. Door de inwerkingtreding van de nieuwe Filipijnse Grondwet waren er op 17 september 1935 opnieuw verkiezingen voor het Filipijns Congres. Hij wist daarbij opnieuw zijn rivaal Marcos te verslaan. De aanhangers van zijn opponent Nalundasa vierden diens overwinning middels een feestelijke optocht langs het huis van de familie Marcos met een doodskist met de naam van zijn rivaal Mariano Marcos erop. Kort daarop werd Julio Nalundasan in de nacht van 20 september in zijn eigen huis vermoord door een pistoolschot van buitenaf. 
De moord bleef lang onopgelost tot Ferdinand Marcos, de zoon van Mariano Marcos, tegen het einde van zijn studie in 1939, samen met zijn oom Pio Marcos, werd opgepakt en aangeklaagd. Marcos, die tijdens de rechtszaak geslaagd was voor het toelatingsexamen van de Filipijnse balie met de hoogste score van alle deelnemers, voerde tijdens de rechtszaak die volgde zijn eigen verdediging. Hoewel hij daarbij behoorlijk wat indruk maakte, achtte de rechtbank in Manilla de schuld van de Marcossen bewezen en veroordeelde hen op 11 januari 2940 voor de moord. Op 22 oktober 1940 werden zij echter in hoger beroep door het Filipijnse hooggerechtshof alsnog vrijgesproken. De rechter die Marcos vrijsprak was Jose Laurel, die later tijdens de bezetting door de Japanners zou worden aangesteld als president van de Filipijnen.  Ferdinand Marcos was later van 1965 tot 1986 ook president van de Filipijnen.